# South Flat
South Flat è un census-designated place degli Stati Uniti d'America, situato nella Contea di Washakie nello stato del Wyoming. Nel censimento del 2000 la popolazione era di 374 abitanti.

## Geografia fisica
Secondo i rilevamenti dell'United States Census Bureau, la località di South Flat si estende su una superficie di 57,5 km², dei quali 56,2 km² sono occupati da terre, mentre 1,3 km² sono occupati da acque.

## Popolazione
Secondo il censimento del 2000, a South Flat vivevano 374 persone, ed erano presenti 109 gruppi familiari. La densità di popolazione era di 6,7 ab./km². Nel territorio comunale si trovavano 141 unità edificate. Per quanto riguarda la composizione etnica degli abitanti, l'83,42% era bianco, lo 0,27% era afroamericano, lo 0,80% era nativo, il 13,10% apparteneva ad altre razze e il 2,41% a due o più. La popolazione di ogni razza ispanica corrispondeva al 17,91% degli abitanti.
Per quanto riguarda la suddivisione della popolazione in fasce d'età, il 31,6% era al di sotto dei 18, il 5,6% fra i 18 e i 24, il 26,7% fra i 25 e i 44, il 22,5% fra i 45 e i 64, mentre infine il 13,6% era al di sopra dei 65 anni di età. L'età media della popolazione era di 38 anni. Per ogni 100 donne residenti vivevano 107,8 uomini.